# Maria Jarosz (socjolog)
Maria Jarosz (ur. 30 maja 1931 w Łodzi, zm. 30 sierpnia 2016) – polska socjolog, profesor nauk humanistycznych.

## Życiorys
W 1955 ukończyła studia na Wydziale Socjologii Uniwersytetu Warszawskiego, tam pracowała jako asystent. W latach 1957–1973 była pracownikiem Instytutu Filozofii i Socjologii PAN, w 1968 obroniła pracę doktorską. W latach 1973–1978 pracowała jako główny specjalista w Departamencie Badań Demograficznych i Społecznych Głównego Urzędu Statystycznego. W 1978 habilitowała się i od tego roku do 1983 pracowała jako docent w Instytucie Problematyki Przestępczości, w latach 1983-1991 była pracownikiem Instytutu Nauk Ekonomicznych PAN, w 1986 mianowana profesorem nadzwyczajnym, w 1989 otrzymała tytuł profesora zwyczajnego. Od 1992 była zatrudniona w Instytucie Studiów Politycznych PAN, gdzie kierowała Zakładem Badań Przekształceń Własnościowych, a następnie Zakładem Przemian Społecznych i Gospodarczych.
Od 1964 była członkiem Polskiego Towarzystwa Socjologicznego.

## Publikacje
- Samorząd robotniczy w przedsiębiorstwie przemysłowym (1967)
- Problemy dezorganizacji rodziny. Determinanty i społeczne skutki (1979)
- Samoniszczenie. Samobójstwo, alkoholizm, narkomania (1980)
- Nierówności społeczne (1984)
- Bariery życiowe młodzieży (1986)
- Dezorganizacja w rodzinie i społeczeństwie (1987)
- Samorządność pracownicza. Aspiracje i rzeczywistość (1988)
- Samobójstwa (1997)
- Sukcesy i klęski prywatyzacji w krajach postkomunistycznych (2002 - z Piotrem Kozarzewskim)
- Władza, przywileje, korupcja (2004)
- Obyś żył w ciekawych czasach. Fakty, wydarzenia, anegdoty (2009)
- Eksplozja nierówności? (2015 - z Markiem W. Kozakiem)
- Poza systemem. Instytucje i społeczeństwo (2016 - z Markiem W. Kozakiem)

## Nagrody i wyróżnienia
- wyróżnienie jury nagrody Polskiego Towarzystwa Socjologicznego im. Stanisława Ossowskiego za książkę Problemy dezorganizacji rodziny. Determinanty i społeczne skutki (1980)
- nagroda im. Ludwika Waryńskiego za książkę Nierówności społeczne (1985)[1]
- nagroda im. Ludwika Krzywickiego za książkę Samobójstwa (1999) i za książkę Władza, przywileje, korupcja (2004)
- Krzyż Oficerski Orderu Odrodzenia Polski (2000, M.P. z 2000, nr. 15, poz. 333)